# Mario Chiesa (politico)
Mario Chiesa (Milano, 12 dicembre 1944) è un politico e dirigente d'azienda italiano, esponente milanese del Partito Socialista Italiano.

## Biografia

### Carriera politica
Laureato in Ingegneria elettrotecnica al Politecnico di Milano nel 1969, iniziò a fare politica in una sezione del PSI di Quarto Oggiaro, nel quartiere Musocco-Vialba. Inizialmente vicino alla corrente di Francesco De Martino, successivamente si era avvicinato prima a Carlo Tognoli e poi a Paolo Pillitteri. Nel 1970 Chiesa era stato nominato capogruppo del PSI nel consiglio provinciale di Milano; nel 1972, visto che la società per cui lavorava era intenzionata a mandarlo all'estero, attraverso il giro di conoscenze del partito socialista riuscì ad avere un posto di direttore tecnico all'ospedale Sacco di Milano. Nel 1980 fu assessore ai Lavori Pubblici del comune di Milano e nel 1985 all'Edilizia Scolastica. Nel febbraio 1986 riuscì a ottenere la presidenza del Pio Albergo Trivulzio. Dal 1989 si mise in proprio, con l'obiettivo di diventare sindaco di Milano, abbandonando i vecchi protettori e legandosi alla famiglia Craxi: nelle elezioni amministrative del 1990 Chiesa in cambio della riconferma alla presidenza del Pio Albergo Trivulzio sostenne Bobo Craxi, figlio del segretario socialista.

### Carriera amministrativa e vicende giudiziarie
Il 17 febbraio 1992, quando ricopriva la carica di presidente del Pio Albergo Trivulzio, venne colto in flagrante mentre accettava una tangente di sette milioni di lire dall'imprenditore Luca Magni, che gestiva una piccola società di pulizie e che voleva assicurarsi la vittoria nell'appalto per le pulizie dell'ospizio. In seguito a richieste sempre più esose, il piccolo imprenditore Magni aveva contattato il magistrato Antonio Di Pietro per denunciare il presidente Chiesa e insieme decisero d'incastrarlo. Si trattò del primo arresto dell'inchiesta di Mani pulite che sfocerà in Tangentopoli. In seguito all'arresto, Chiesa venne espulso dal PSI e il segretario del partito socialista Bettino Craxi, il 3 marzo 1992, intervistato al TG3, definì Chiesa un "mariuolo", sottolineando che il PSI milanese era composto da persone oneste.
Dopo l'arresto gli inquirenti scoprirono inoltre, grazie alla testimonianza della sua ex-moglie Laura Sala, diversi conti bancari in Svizzera, con diversi miliardi di lire intestati alla sua segretaria. L'ex-moglie da tempo aveva intentato una lunga causa per protestare contro l'esiguità degli alimenti che Chiesa pretendeva di versare a lei e al figlio quattordicenne. Dopo cinque settimane di carcere, il 23 marzo 1992, Chiesa decise di parlare. L'interrogatorio durò più di una settimana e il 2 aprile 1992 gli vennero concessi gli arresti domiciliari. Lo stesso Bettino Craxi, in qualità di leader del PSI, definì Mario Chiesa un "mariuolo isolato", una "scheggia impazzita" di un Partito Socialista che altrimenti – a suo dire – doveva essere integro.
Quanto all'"obolo" estorto alla piccola ditta di pulizie che voleva lavorare per i martinitt della Baggina (come venivano chiamati in dialetto milanese i piccoli orfani di cui si occupava il Pio Albergo Trivulzio), la definizione come concussione della condotta di reato - per cui Chiesa fu inquisito e condannato - destò l'interesse della stampa ancor più che della dottrina giuridica: fu notato che la peculiarità del crimine della Baggina (ma, si vide poi, dell'intero sistema della corruzione ambientale, o corruzione su vasta scala), era che il pubblico amministratore infedele, non solo estorceva all'imprenditore danaro, ma gli impediva di scaricarlo sull'utente finale con un incremento dei costi.
La valigetta usata da Magni per portare i contanti è stata venduta all'asta per 5 000 euro nel 2007 alla sindaca di Senigallia Luana Angeloni, durante un raduno organizzato dalla trasmissione Caterpillar. Il ricavato è andato in beneficenza all'associazione di don Luigi Ciotti, che faceva il banditore.
Scontata la pena, Chiesa si riavvicinò all'ambiente politico partecipando a convegni pubblici della Compagnia delle Opere, associazione imprenditoriale legata a Comunione e Liberazione. Ha inoltre affermato di essere entrato nell'ufficio di presidenza dell'organizzazione. Il 31 marzo 2009 Mario Chiesa venne arrestato di nuovo, con l'accusa di essere stato il collettore delle tangenti nella gestione del traffico illecito di rifiuti nella Regione Lombardia, venendo definito "L'uomo del 10%" in quanto avrebbe avuto la capacità di far lievitare i costi di smaltimento dei rifiuti di un decimo rispetto al valore raggiunto a fine gara (d'appalto). Per la vicenda SEM Chiesa patteggiò la pena di tre anni di reclusione. 

## Filmografia
- 1992, regia di Giuseppe Gagliardi – serie TV, Valerio Binasco nel ruolo di Mario Chiesa (2015)